# Охременко Микола Сергійович
Микола Сергійович Охреме́нко (нар. 5 грудня 1895, Ялта — 9 квітня 1979, Ялта) — радянський винороб, кандидат сільськогосподарських наук з 1947 року.

## Біографія
Народився 5 грудня 1895 року в Ялті. Син винороба Сергія Охременка. 1924 року закінчив Кримський інститут спеціальних культур. Працював у енохімічній лабораторії господарства «Магарач» під керівництвом М. О. Герасимова, викладав в Ялтинському технікумі південних спецкультур. З 1930 року — заступник директора винкомбінату на Дніпрі, а потім головний винороб Одеського винтресту. В 1932—1941 роках керував відділом технології вина Українського науково-дослідного інституту виноградарства і виноробства імені В. Є. Таїрова і одночасно викладав в Одеському сільськогосподарський інституті. З 1945 року працював у Всесоюзному науково-дослідному інституті виноградарства і виноробства «Магарач» завідувачем відділу шампанських вин, з 1947 року — заступник директора з науки, в 1964—1973 роках — старший науковий співробітник відділу технології вина.
Помер в Ялті 9 квітня 1979 року.

## Наукова діяльність
Автор понад 70 наукових робіт. Під його керівництвом було організовано виробництво радянських мускатних ігристих вин, отримала розвиток технологія столових напівсолодких вин, були відновлені кращі марочні вина «Магарача». Серед робіт:
- Виноделие и вина Украины. — Москва, 1966;
- Вспомогательные материалы в виноделии. — Москва, 1971 (у співавторстві з С. Т. Тюріним, Т. А. Ярославцевою, П. І. Ніколаєвим);
- Красные и мускатные игристые вина и повышение их качества. — Москва, 1975 (у співавторстві з Г. О. Гавришем, Є. П. Шольцем);
- Рассказы о виноградарях и виноделах. — К., 1982 (у співавторстві з М. О. Пеляхом).